# Хадра, Реда
Реда Хадра (нем. Reda Khadra; род. 4 июля 2001, Берлин) — немецкий футболист ливанского происхождения, полузащитник клуба «Реймс».

## Клубная карьера
Хадра — воспитанник клубов «Герта 06», «Теннис Боруссия Берлин» и дортмундской «Боруссии». В сезоне 2017/18 Хадра сыграл 11 игр за команду до 17 лет. В 2020 году Реда подписал контракт с английским «Брайтон энд Хоув Альбион». 13 января 2021 года в матче против «Манчестер Сити» он дебютировал в английской Премьер-лиге. Летом 2021 года Хадра перешёл в «Блэкберн Роверс». 14 сентября в матче против «Халл Сити» он дебютировал в Чемпионшипе. 6 ноября в поединке против «Шеффилд Юнайтед» Реда забил свой первый гол за «Блэкберн Роверс».
Летом 2022 года Хадра был арендован «Шеффилд Юнайтед». 1 августа в матче против «Уотфорда» он дебютировал за новый клуб. 13 сентября в поединке против «Суонси Сити» Реда забил свой первый гол за «Шеффилд Юнайтед».
В начале 2023 года Хадра на правах аренды перешёл в «Бирмингем Сити». 14 января в матче против «Бристоль Сити» он дебютировал за новую команду. В этом же поединке Реда забил свой первый гол за «Бирмингем Сити». Летом того же года перешёл во французский «Реймс». 12 августа в матче против марсельского «Олимпика» он дебютировал в Лиге 1.